# Brettgabel
Die Brettgabel bildet mit 1805,2 m ü. NHN Höhe am Ende des nordwestlichen Grats des Hohen Bretts einen markanten Aussichtspunkt. An zwei Flanken fällt sie über 500 Höhenmeter steil ab. Auf der Brettgabel befindet sich ein hölzernes Gipfelkreuz mit Gipfelbuch und ein trigonometrischer Vermessungspunkt. Durch die exponierte Lage hat man einen weitläufigen Rundblick über den Berchtesgadener Talkessel. Der Blick reicht vom Hagengebirge über das Steinerne Meer mit der Schönfeldspitze und dem Großen Hundstod bis hin zum Untersberg und dem Kehlsteinhaus. Auch Teile des etwa 1200 Meter tieferliegenden Königssees sind einsehbar.
Knapp oberhalb der Brettgabel befindet sich seit Herbst 2010 eine der acht Sendeanlagen, die als Pseudoliten in der GALILEO Test- und Entwicklungsumgebung (GATE) des europäischen Satellitennavigationssystemes Galileo zur Simulation von  Navigationssatelliten dienen.
Die Brettgabel kann vom Tal aus nur über einen inoffiziellen, unmarkierten,  oft steilen oder steinigen und in vielen Karten nicht verzeichneten Trampelpfad vom Parkplatz Hinterbrand aus erreicht werden. Dieser Pfad zweigt unbeschildert etwa 50 Meter nach der Schranke auf dem Forstweg in Richtung Jenneralmen in den Wald ab, führt anschließend über eine Almwiese und anschließendes Schutt- und Felsgelände auf die Brettgabel. Etwa zwei Stunden sind für den Anstieg einzuplanen. Trittsicherheit ist erforderlich, ferner sind wenige kurze Kletterstellen im ersten Schwierigkeitsgrad zu bewältigen. Folgt man dem Trampelpfad an einer Verzweigung kurz vor dem Aussichtspunkt weiter Richtung Süden, so ersteigt man in etwa zwei Stunden das Hohe Brett. Die Brettgabel kann über diesen mit Touren auf den Hohen Göll oder das Hohe Brett verknüpft werden.